# 797
| [ Edytuj tabelę ]          |                                                     |
| Król Asturii               | - 791 Alfons II 842                                 |
| Cesarz Bizancjum           | - 780 Konstantyn VI 797 - 797 Irena (cesarzowa) 802 |
| Chan Bułgarii              | - 777 Kardam 803                                    |
| Cesarz Chin                | - 780 Tang Dezong 805                               |
| Król Essexu                | - 758 Sigeric 798                                   |
| Król Franków               | - 768 Karol Wielki 814 - 781 Ludwik I Pobożny 814   |
| Cesarz Japonii             | - 781 Kammu 806                                     |
| Kalif                      | - 786 Harun ar-Raszid 809                           |
| Patriarcha Konstantynopola | - 784 Tarazjusz 806                                 |
| Król Mercji                | - 796 Cenwulf 821                                   |
| Król Nortumbrii            | - 796 Eardwulf 806                                  |
| Książę Obodrzyców          | - 795 Drożko 809                                    |
| Papież                     | - 795 Leon III 816                                  |
| Doża Wenecji               | - 787 Giovanni Galbaio 804                          |
| Król Wessexu               | - 786 Beorhtric 802                                 |

Rok 797 / DCCXCVII
stulecia: VII wiek ~
VIII wiek ~
IX wiek

lata: 787 «
792 «
793 «
794 «
795 «
796 «
797
» 798
» 799
» 800
» 801
» 802
» 807

## Wydarzenia
- Europa
  - Cesarz bizantyński Konstantyn VI został zamordowany przez własną matkę Irenę, która została nową cesarzową bizantyńską.

## Urodzili się
- Bernard Longobardzki - król Italii, wnuk Karola Wielkiego